# Den Korte Radioavis
Den Korte Radioavis var et satirisk radioprogram, der blev sendt hverdage på Radio24syv i perioden februar 2015 til december 2017 og igen fra februar 2019 til radiostationens lukning den i oktober 2019. Programmets to centrale karakterer er seniorkorrespondenten Kirsten Birgit Schiøtz Kretz Hørsholm spillet af Frederik Cilius og en fiktionalisering af satirikeren Rasmus Bruun, der spilles af samme. Den Korte Radioavis havde 100.000 daglige lyttere og fik en dedikeret fanskare, hvilket gav sig udtryk i en række fansider samt karakterernes overlevelse efter programmets afslutning.

## Baggrund
Programmet opstod på baggrund af et krav om satire i Radio24syvs sendetillladelse. Programcheferne Mikael Bertelsen og Mads Brügger ville have Cilius og Bruun til at lave politisk satire, og Cilius skulle spille en kvinde. Cilius og Bruun var tilbageholdende over for idéen, og Cilius var især ikke begejstret for udsigterne til en kvinderolle.
Kort efter at Den Korte Radioavis var gået i luften, var der terrorangreb på Krudttønden og Synagoen i Krytalgade. Da Den Korte Radioavis skulle sende den 16. februar 2015 efter angrebene, overvejede Cilius og Bruun, om de skulle give mikrofonen til nyhedsafdelingen, men for at opretholde deres koncept om, at de var et nyhedsprogram, og med den målsætning ikke at lave sjov med terrorangrebet, men journalisternes formidling af angrebet, sendte de alligevel. I udsendelsen d. 16 februar 2015 sammenlignede Kirsten Birgit sig selv med profeten Muhammed, idet hun også havde været offer for en karikaturtegning. I hendes tilfælde en tegning i satirehæftet Svikmøllen, hvor hun var blevet tegnet som en onanerende blæksprutte.

## Genre

### Form
I programmets univers er lytterne kun med, når den fiktive journalist Kirsten Birgit oplæser de tre-fire minutter lange radioaviser, der sendes med omtrent 15 minutters mellemrum. Disse radioaviser begynder med at citere rigtige nyheder og glider derefter over i fake news i form af yderligere kommentarer, som personer centralt i nyhederne efter sigende skulle have udtalt til Den Korte Radioavis. Virkelighedens lyttere er en flue på væggen i studiet mellem radioaviserne, når Kirsten Birgit og nyhedsredaktøren Rasmus Bruun afholder redaktionsmøder, fører private samtaler og ringer op til diverse politikere og mediepersoner. Formatet i programmet bliver aldrig forklaret, og det er op til lytteren selv at gennemskue formatet. Foruden programmets sædvanlige format var der specialepisoder, der skulle fremme plottet i universet, f.eks. en musicalepisode den 21. december 2017, hvori det blev annonceret, at Den Korte Radioavis blev til Den Korte Weekendavis.
Selvom Den Korte Radioavis var et satirisk program med fiktive karakterer, interagerede disse karakterer ofte med den virkelige verden. De diskuterede relevante hændelser, dækkede virkelige nyheder og indgik i andre medier. Kirsten Birgit har f.eks. lavet kulturanmeldelser i Politiken, været politisk korrespondent i R4DIO Morgen; hun har med Rasmus Bruun været med i Tæt på sandheden og har dækket Folketingsvalget i 2019 fra Christiansborg. Ydermere blev Kirsten Birgit hyldet på Rådhuspladsen i København d. 24. juni 2016, hvor hun holdt en 15-minutters tale fra en kran. Egentligt skulle Kirsten Birgit havde stået på balkonen på rådhuset, men det blev afvist af overborgmester Frank Jensen.

### Satire
Programmet er blevet betegnet som det danske modstykke til det amerikanske The Daily Show med Jon Stewart som vært. Ifølge Dennis Meyhoff Brink, der er forsker i satire på Københavns Universitet, formåede Cilius og Bruun med Den Korte Radioavis at sætte den politiske satire på dagsordenen i Danmark igen.

## Karakterer

### Kirsten Birgit
Kirsten Birgit Schiøtz Kretz Hørsholm (spillet af Frederik Cilius) blev født i 1952 i Søften nord for Aarhus som datter af hestehandler Jens Birgit og Karen Birgit. Karen døde under fødslen, og Kirsten voksede derfor op alene sammen med sin far på dennes gård. Kirsten Birgit gik i folkeskole på Lilleskolen og kom i gymnasiet på Aarhus Katedralskole allerede som 13-årig, da hun havde sprunget to klasser over. Kirsten Birgit uddannede sig som journalist og arbejdede siden for Århus Stiftstidende og DR. I 1990'erne dækkede Kirsten Birgit borgerkrigen i Rwanda og Tjetjenienskrigen, men krigenes brutalitet betød, at hun knækkede og måtte trække sig fra journalistikken. På baggrund af sin dækning af folkedrabet i Rwanda og Tjetjenienskrigen blev Kirsten Birgit i 2015 tilbudt stillingen som seniorkorrespondent på Radio24syv og vendte dernæst tilbage til det journalistiske arbejde. Sammen med nyhedsredaktør Rasmus Bruun blev hun vært på nyhedsprogrammet Den Korte Radioavis.
Kirsten Birgit er blevet kaldt uforskammet, selvoptaget, selvhøjtidelig og dramatisk. Kirsten Birgit er desuden blevet karakteriseret som en lynende intelligent psykopat med et stort retorisk overskud.[kilde mangler] Kirsten Birgit er meget selvbevidst, herunder om sin seksualitet og den effekt, hun har på både mænd og kvinder. Desuden lever hun i fornægtelse af sine egne mangler. Karakteren er opfundet af Cilius og Bruun efter idé af Mads Brügger. Cilius vægrede sig ved at skulle spille en kvinde, og der blev derfor lavet to prøveoptagelser: en, hvor Cilius spillede Kirsten, og en, hvor han spillede sig selv. De besluttede at gå videre med Kirsten Birgit-karakteren, da nogle af udtalelserne var for voldsomme, når de kom fra en rigtig person. Karakterens facon er delvist inspireret af ældre danske kvindelige journalister som Mette Fugl, Lone Kühlmann og Ulla Terkelsen.

### Rasmus Bruun
Rasmus Bruun (spillet af samme) er Kirsten Birgits modspil, eller mangel derpå, der på Den Korte Radioavis har jobbet som nyhedsredaktør. Han er en vattet, djøfiseret mellemleder, som ikke tænker selvstændigt, men får sin mening fra medierne og går meget op i kernelytteren og new public management. Desuden er han en stor støtte af Alternativet. Rasmus Bruun har et retorisk underskud, han har meget svært ved at formulere en sætning både pga. manglende talegaver, sin frygt for støde diverse grupperinger og fordi han bliver overrumplet af Kirsten Birgit. Karakteren Rasmus Bruun viser det mest middelmådige ved mediebranchen. På den måde formår Den Korte Radioavis både at agere som mediesatire og samfundssatire.
Karakteren har mange af de samme livsomstændigheder som den ægte Rasmus Bruun; de er begge familiefædre, og Rasmus’ sande familie er også den familie, han har i sit satiriske liv. På trods af dette har makkerparret udtalt, at Kirsten Birgit er tættere på Frederik Cilius, end Bruun er på sin satiriske navnebror. Bruun benyttede sit rigtige navn for at give Kirsten Birgit-karakteren troværdighed. Dette havde imidlertid den bivirkning, at det for nogle lyttere var uklart, hvorvidt Bruun spillede en rolle eller blot var sig selv. Bruun har siden fortrudt brugen af sit borgerlige navn, da han har oplevet, at folk behandler ham som den fiktive Rasmus Bruun uden for programmet.

### Speaker Allan
Speaker Allan spillet af Allan Gravgaard Madsen, født 26. maj 1984, er speaker på Den Korte Radioavis. I begyndelsen var Allan kun med, når han skulle indtale speaks, men efterhånden er han blevet en mere omfattende figur. Allan er søn af sangeren Allan Olsen og en servitrice på Cirkuskroen i Aarhus. Allan er uintelligent, har en manglende situationsfornemmelse og har ikke styr på sin egen økonomi. Denne kombination fører ofte til, at han er besværlig at arbejde sammen med.

### Zissel
Zissel, spillet af Zissel Astrid Kjertum-Mohr, er tekniker og assistent på Den Korte Radioavis. Hun er ofte den afgørende stemme, når Rasmus og Kirsten er uenige, og hun tager som regel Kirstens parti. Zissel virker som udgangspunkt stille og konfliktsky, men det viser sig efterhånden at være en facade. F.eks. er det Zissel, der sørger for, at de kun skal sende ugentligt, da programmet overgår til Den Korte Weekendavis, og hun blackmailer Rasmus i et forsøg på at få sit eget krimimagasin.

### Nina
Den 5. februar 2019 blev det annonceret at Den Korte Radioavis søgte en ny Zissel og valget faldt på Nina, spillet af Nina Ahrenkiel, som herefter blev tekniker og assistent på Den Korte Radioavis. Ligesom Zissel er Nina ofte som den afgørende stemme, når Rasmus og Kirsten er uenige, og ligesom Zissel tager Nina som regel Kirstens parti. Nina er i modsætning til Zissel ikke stille og konfliktsky.

### Yderligere karakterer
Foruden hovedpersonerne på redaktionen indgår flere personer som en satirisk udgave af dem selv:
- Mikael Bertelsen
- Morten Messerschmidt
- Kristoffer Eriksen
- Allan Olsen
- Preben Kristensen
- Sofie Gråbøl
- Torben Sangild
- Simon Aggesen

## Udsendelserne

### Indslag

#### Kulturkanylen
I april 2015 udkom tre af Kirsten Birgits satiriske kulturanmeldelser på Dagbladet Politikens bagside under rubrikken Kulturkanylen. Der var tale om anmeldelser af dukketeaterforestillingen Jernring på Bådteatret i Nyhavn, operaen Saul og David i Operaen på Holmen og udstillingen Forcefield Chamber i Institut for Samtidskunst i København. I september samme år udkom to nye kulturkanyler i avisen; anmeldelser af tv-serien Fucking fornuftig og Miley Cyrus-albummet Miley Cyrus and her Dead Petz. De i Politiken udkomne anmeldelser og adskillige andre blev oplæst i programmet, hvor Kulturkanylen var et tilbagevendende indslag.[kilde mangler] I indslaget blev Gustav Mahlers 6. symfoni 2. sats brugt som underlæg.

#### Satirsdag
Satirsdag er et fast satireindslag som kommer hver tirsdag i Den Korte Radioavis efter en nyhedsudsendelse. Det er et metalag idet Kirsten Birgit og Rasmus Bruun ikke selv ved at de er figurer der allerede medvirker i et satire program. Satirsdag består af et indslag som kan være et af flere gentagne formater.

##### Helt hen i vejret
I formatet helt hen i vejret kommer der endnu et metalag idet indslaget er en parodi på satireprogrammet selvsving. I dette indslag laver opstiller Kirsten Birgit en situation hvori politiske figurer, som hende og Bruun parodierer, diskuterer et emne på baggrund af noget politisk relevant i medierne og som ofte bygger på manglende/fejlsluttende logik. Punchlinen er så altid at en indsparker til sidst at situationen/diskussionen er “helt hen i vejret”. Kirsten Birgit mener selv hun er kvinden med de tusind stemmer der kan lyde som alle og at Rasmus skal arbejde på sit stemmeskuespil arbejde. Dette er på trods af at Kirsten altid lyder helt ens lige meget hvem hun parodierer og Rasmus rent faktisk laver forskellige stemmer.
Kirstens manglende evner til at lave flere stemmer er en parodi på Lars le Dous’ manglede stemmeskuespils evner.

##### Jydewoman
I jydewoman laver Rasmus Bruun grin med folk fra Jylland på baggrund af deres manglende viden eller dannelse. Det sker ved at han stiller jydewoman spillet af Kirsten Birgit et spørgsmål hvortil hun kommer med et meget dumt svar. Indslaget er egentligt en satire over Rasmus Bruuns manglende viden om verden udenfor København.

##### Bim og Bum
I Bim og Bum følger vi to personer på kanten af samfundet som har en samtale som munder ud i et ordspil på noget nyhedsrelevant.

#### Kære Dagbog
I indslaget kære dagbog har Kirsten Birgit fået fat i en nyhedsrelevant kendt persons dagbog som hun læser op i radioen. Dagbogen er opdigtet og afbilleder dagbogsskriveren som værende ude af stand til at se problemerne med den situation som har fået nyhedernes søgelys over på dem. Desuden får lytteren at vide, at dagbogsskriverens livret er sushi. Under oplæsningen spilles Timernes Dans af Amilcare Ponchielli som underlæg.

#### Oplæsning af Ole Bornedal-manuskript
Kirsten Birgit har fået fat i Ole Bornedals manuskript til hans nye film om 2. Verdenskrig ved navn “Skyggen i mit øje”. I indslaget læser Kirsten Birgit op af manuskriptet. Som lytter får man indsigt i et mangelfuldt og amatøragtigt manuskript med dumme og urealistiske kommentarer fra Bornedal, men som fluen på væggen hører man efter indslaget, at både Kirsten Birgit og Rasmus Bruun er begejstrede for manuskriptet.
Det manuskript Kirsten Birgit læser op af er en satirisk version, der er lavet for at gøre grin med Bornedals selvudnævnte titel som en af de bedste replikforfattere i verden.

#### Filibusters verden
I Filibusters Verden stiller Kirsten Birgit helt skarpt på dansk politik. Her udstiller hun en dansk politikers dobbeltmoral i forbindelse med en aktuel udtalelse i nyhedsstrømmen.

#### Kirsten Birgit på pikken
Hver fredag vendte Kirsten Birgit et emne i indslaget i "Kirsten Birgit på Pikken". Navnet kommer af at Kirsten sætter et emne på spidsen foruden selvfølgelig at være en sexjoke. Den 30. september 2016 lavede Den Korte Radioavis en episode med efterkritik, hvor Mikael Bertelsen gav feedback på Kirsten Birgit på Pikken.

#### Jacob Holdts Amerikanske Billeder
I indslaget læser Kirsten Birgit op af Jacob Holdts originale − men mindre salgbare − 'Amerikanske billeder'. Til indlægget er Herb Alpert & The Tijuana Brass - Tijuana Taxi brugt som underlægningsmusik. Vi hører en banal rejsebeskrivelse og vi får indblik i, at Jacob Holdt ikke har fået taget billeder af de oplevelser han beskriver som værende interessante eller af de store seværdigheder. I stedet har han taget erstatningsbilleder af hvad end der nu lige var i området da han kom i tanke om at han skulle have taget billeder.

#### Mord i deres radio
I indslaget læser Kirsten Birgit op af Jussi Adler-Olsens upublicerede novellesamling "Døde Blomster". Her følger vi vicekriminalkommissær Mark Elle og hans assistent Muhammad, der arbejder på Afdeling Å i kælderen af Københavns Politigård. Novellerne er en reference til Afdeling Q-serien og i hver novelle er der også en reference til Red Warszawa, når Mark Elle siger "Tror du det er for sjov jeg drikker? Tror du jeg kan li det hva?".

### Podcasts
I Den Korte Radioavis besluttede Kirsten Birgit at hun selv og Rasmus skulle med på podcastbølgen. Det bestod i at der blev lavet to podcast først en podcast ved navnet Jamen, det er jo mageløst. I programbeskrivelsen stod der at Kirsten og Rasmus snakker om løst og fast og indikerede at de var var sponsoreret af Skjold Burne, på trods af at de tydeligvis ikke kunne lide de vine de smagte i programmet. Efterfølgende lavede de podcasten Vi har aben som i Den Korte Radioavis' univers blev lavet i samarbejde med København Zoo. I Den Korte Radioavis fik man indsigt i at programmerne blev planlagt og at det blev optaget på en gammel båndoptager og man så at programmerne var forudplanlagte og absolut ikke spontane. Ud over at man kunne høre programmerne blive planlagt og indspillet blev de også udgivet separat. 

### Føljetoner

#### Se Europa og dø
I sommeren 2016 lavede Cilius og Bruun et ugentligt program, hvor Kirsten Birgit og Rasmus Bruun rejser rundt og ser Europa. Præmissen for programmet er at få set det europæiske kontinents kultur, før det er for sent. Kirsten mener den europæiske kultur vil forsvinde efterhånden som der kommer flere arabere til Europa i forbindelse med flygtningekrisen. På rejsen besøger Kirsten Birgit og Rasmus Bruun Reichsparteitagsgelände i Nürnberg, Sigmaringen, hunden Falcor fra Michael Endes Den Uendelige Historie. Mussolinis husarrest ved Gardasøen, Firenze, Paris og Bruxelles.

#### Mit livs sexferie
I sommeren 2017 lavede holdet bag Den Korte Radioavis endnu et sommerprogram. Programmets præmis er, at Bruun er blevet bedt om at tilrettelægge en række dokumentarprogrammer om hvide kvinder, der holder sexferie på Jamaica, og at Kirsten Birgit rejser med Bruun til Jamaica for at hjælpe med opgaven. Under rejsen besøger Bruun og Kirsten Birgit Ian Flemings hus, kommer ombord på Nordkaperen og får tilfredsstillet deres seksuelle lyster.

## Produktion

### Arbejdsform
I begyndelsen af Den Korte Radioavis mødte Cilius og Bruun ind klokken 6 om morgenen før de fik to skribenter på programmet I februar 2016, hvorefter de mødte ind klokken 8. Arbejdsprocessen gik med at finde nyheder og tilskrive dem til programmet og at finde obskure nyheder fra lokalaviser. Arbejdet var inddelt efter emner så de to skribenter, Cilius og Bruun havde hvert sit emne at finde nyheder indenfor. Cilius og Bruun ville læse hinandens nyheder igennem inden de gik live, men de havde ikke læst nyhederne skrevet af deres skribenter før programmet gik i gang, hvilket kunne medføre at Kirsten og Rasmus begyndte at grine under programmet og der kom "en spurv på senderen". Holdet ville normalt skrive til 11:15 hvorefter de vil snakke sammen om hvad der skulle ske og hvem der skulle mene hvad i perioderne mellem nyhederne. I disse samtaler blev der ikke snakket om specifikke pointer, men emner der skal tales om, så resten af programmet var stort set improvisation. Programmet bliver desuden influeret af diverse værter på Radio24syv som brugte programmet til at læsse af med deres frustrationer som der blev Kirsten Birgits frustrationer. Dette medvirker til Kirsten Birgits intellekt, da hun dermed bliver en kulmination af diverse mennesker med forskellige kompetencer på Radio24syv. For eksempel blev Lau Svenssen fra Millionærklubben (Finansprogram på Radio24syv) brugt, når Kirsten snakkede om OW Bunker sagen. I starten af programmet forsøgte Cilius og Bruun at få citater til deres fake-news fra relevante personer i mediebilledet, men dette viste sig at være for besværligt og ikke specielt sjovt og de valgte derfor selv at finde på citaterne og sige de var udtalt til Den Korte Radioavis. Der blev på Den Korte Radioavis arbejdet ud fra det princip, at de har nogle referencer og nogle gange forstår folk dem ikke, men de vil hellere have det sådan end at fordumme programmet så alle kan være med.

### Lukning af Radio24syv
I forbindelse med lukningen af Radio24syv mistede Den Korte Radioavis sin faste platform. Dog mente medieeksperten Lasse Jensen ikke, at det betød, at Den Korte Radioavis ikke kunne fortsætte andetsteds. “Der er ingen lov, så vidt jeg ved, der kan forhindre de to nye radioer i at overtage programmerne”, sagde han med henvisning til Radio Loud og Radio4. Makkerparret bag Den Korte Radioavis fik også muligheden for at fortsætte programmet da mediet Zetland tilbød at stille faciliteter til rådighed for programmet, men tilbuddet blev afvist i hvilken forbindelse Rasmus Bruun udtalte “At Zetland vil stille lokaler til rådighed er meget sødt. Men når vi er så mange mennesker involveret, kan det bare ikke lade sig gøre”. Derudover gjorde han det klart, at det var planen at programmet skulle fortsætte, hvis Radio24syv havde vundet udbuddet “Det var planen. Vi er ret sikre på, at det er det eneste sted, Den Korte Radioavis kan laves. Med de mennesker og de kræfter, der er om bord, Mikael Bertelsen især, er det det eneste sted, vi kan se en fremtid”. Derudover kritiserede han politikkerne for lukningen af Radio24syv, som han mener kommer på baggrund af den kritiske linje radioen og programmet har ført “Som det ser ud nu i dagens Danmark, er der ikke plads til sådan en journalistisk, satirisk vagthund. Det er meget ærgerligt, at der skal være så ufatteligt lavt til loftet i det her land”.
I den sidste udsendelse af Den Korte Radioavis takkede Kirsten Birgit af med ordene:
| „ | "Det var en fornøjelse, en ære og et privilegium, og så kan I i øvrigt rende mig i røven." | “ |
|   | — Kirsten Birgit                                                                           |   |

## Troldehæren
Under kampagnen op til Folkeafstemningen om retsforbeholdet i 2015 dannede Kirsten Birgit en såkaldt troldehær, som skulle yde støtte for Kirsten Birgits nej-kampagne op til afstemningen. Disse internettrolde fungerede sidenhen som et onlinetæskehold for Den Korte Radioavis mod personer, eller sager, på befaling af Kirsten Birgit. Kirsten Birgit har udstedt ordrer til troldehæren ved flere lejligheder, eksempelvis i forbindelse med Bertel Haarders online Danmarkskanonafstemning i 2016 og forsøget på at genvælge Anna Mee Allerslev, efter at hun havde trukket sit kandidatur til kommunalvalget i 2017. Troldehæren beskriver sig selv som "samtidens mest effektive værn mod den politiske virkelighed, der hersker i landet". Det vides ikke præcist, hvor stor en effekt troldehæren har haft, men slutmålet er blevet opnået i flere tilfælde.

## Kontroverser

### AfbrudtHvem vil være millionær-optagelse
I september 2016 var Cilius og Bruun deltagerne til en optagelse af underholdningsprogrammet Hvem vil være millionær. De havde valgt, at deres gevinst skulle gå til Kræftens Bekæmpelse, efter de fik at vide, at de ikke måtte donere pengene til Storebæltsforbindelsen. Cilius og Bruun havde fået den idé, at de undervejs ville lave en joke, der bestod i, at Den Korte Radioavis-karakteren Speaker-Allan tog telefonen, når Mads Brügger skulle ringes op ved brug af Ring til en ven-livlinen. I Den Korte Radioavis' univers er Speaker-Allan en figur, der har for vane at dukke op på besynderlige tidspunkter. Cilius og Bruun vælger undervejs at benytte livlinen, men da Speaker-Allan tager telefonen, bliver hele programmet lukket ned. Det viste sig, at Speaker-Allan opholdt sig i bygningen, og TV2 havde derfor fået mistanke om snyd. Ifølge Cilius troede produktionen, at Mads Brügger var ved at lave en dokumentar om, hvor nemt det er at snyde i Hvem vil være millionær. Programmet blev aldrig sendt på tv, og det er første gang i programmets historie, at deltagere har fået programmet til at lukke ned under optagelserne.
| „ | De må lave al det sjov, de vil. Men det duer ikke, hvis seerne er i tvivl om, om det, der sker i programmet, er rigtigt eller sandt. | “ |
|   | — Vært på Hvem vil være millionær, Hans Pilgaard                                                                                     |   |

### Erling Jepsen-parodi
I slutningen af 2016 og begyndelsen af 2017 foreslog forfatter Erling Jepsen over for Mikael Bertelsen, som var programchef på Radio24syv, at Jepsen selv og radiovært Iben Maria Zeuthen kunne lave en sexbrevkasse på Radio24syv. Programmet blev ikke til noget, men i stedet opstod der i Den Korte Radioavis en parodi af programforslaget kaldet Kunsten at komme i kor – en reference til Jepsens delvist selvbiografiske roman, Kunsten at græde i kor. I indslaget spillede Zeuthen sig selv, mens Jepsen blev parodieret af hhv. Cilius og Bertelsen. Jepsen ringer eksempelvis ind og spørger, hvad Zeuthen har på og fantaserer også om at stikke en selfiestang op under hendes nederdel og tage et billede, han kan ligge og kigge på. Jepsen klagede til Radio24syv i marts 2017, men var usikker på om han skulle være trist eller smigret. Det store problem lå i, at det kunne være svært at høre forskel på parodien og den ægte vare. En jurist fra Dansk Forfatterforening udtalte om indslagene, at de "strejfer det injurierende og ligner mobning". Den Korte Radioavis svarede på Politiken-indlægget ved at få deres Erling Jepsen-parodi til at anklage Erling Jepsen for at være den falske Erling Jepsen. Stridsøksen blev dog hurtigt begravet og Erling Jepsen endte selv i en episode af Den Korte Radioavis d. 30. juni 2017, hvor han indgår sammen med Frederik Cilius’ og Mikael Bertelsens parodi af Erling Jepsen, og de tre ikke kan nå til enighed om hvem den rigtige Erling Jepsen er.

### Indslag til Danmarks Indsamling 2018
I forbindelse med DRs Danmarks Indsamling-show i februar 2018, der ville sætte fokus på "verdens hjemløse børn", indvilligede Cilius og Bruun i at bidrage med et kort videoindslag. Cilius og Bruun, der regnede med frie tøjler, holdt et møde med produktionsselskabet bag indsamlingen for at drøfte ideer til indslaget. Konceptet udviklede sig til, at Kirsten Birgit skal teste, hvor langt Bruuns figur vil strække sig for at hjælpe de nødlidende. Bruun skal som en del af testen give et blowjob til et sort barn, mens Kirsten Birgit instruerer ham og til sidst ender med selv at demonstrere. Det viste sig, at idéen var for kontroversiel til at få grønt lys, og Cilius og Bruun foreslog derfor et andet indslag. I det nye indslag foreslår Bruuns figur over for Kirsten Birgit, at overskuddet fra en af duoens liveshows kan gå til indsamlingen. Dette udløser en vred monolog fra Kirsten Birgit, som blandt andet bemærker, at Helle Thorning-Schmidt får to en halv millioner kroner i årsløn som chef i Red Barnet. DR forlangte, at bemærkningen om Thorning-Schmidt blev klippet ud af det ellers færdigproducerede indslag, da DR ikke mente, at Thorning-Schmidt som chef for Save the Children International havde noget med indsamlingen at gøre. Cilius og Bruun var dog overbeviste om, at Thorning-Schmidt ville modtage nogle penge fra indsamlingen via paraplyorganisationen, hvis navn desuden optrådte under Red Barnets logo på indsamlingens hjemmeside. Indslaget blev aldrig vist, da det blev en principsag for Cilius og Bruun at beholde bemærkningen.
| „ | De vil gerne have, at vi tager pis på Lise Rønne og Christian Degn – men hvorfor må Helle Thorning ikke ryge under bussen? Så det bliver hårdt mod hårdt, og vi siger, 'I skal ikke vise den film, medmindre Helle Thorning er med.' | “ |
|   | — Frederik Cilius, Soundvenue |   |

### Henrik Sass-kontrovers
I udsendelsen den 6. juni 2019 talte Kirsten Birgit og Bruun om Henrik Sass Larsens (S) fravær fra folketingsvalget i 2019. På et tidspunkt påstod programassistenten, at Sass Larsen var i et forhold med den tidligere DSU-formand Alexander Grandt Petersen. Kort efter denne episode meldte Sass sig syg på baggrund af, hvordan han var blevet behandlet i medierne. Denne tilbagetrækning gav stor opmærksomhed til udtalelserne i Den Korte Radioavis og det endte med, at Alexander Grandt fik en undskyldning fra Radio24syv. Dog mente hverken stationens administrerende direktør Jørgen Ramskov eller programchef Mads Brügger, at der ellers var noget i vejen med udtalelserne i Den Korte Radioavis, da der var tale om satire. Sass' sygemelding fik ikke påstandene om hans sexliv til at ophøre i programmet, og i stedet blev der bygget videre på historien, som blandt andet kom til at inkludere Nicolai Wammen, Jens Jonatan Steen fra det socialdemokratiske partimedie Pio og fænomenet chemsex. Sagen om Sass Larsens sygemelding kom i kølvandet på en skandale, som Sass havde været indblandet i tidligere på året på baggrund af indtjeninger fra møder med Statsrevisorerne, han ikke var mødt op til. Bruun udtalte senere, at de ikke mobbede Sass Larsen nok i programmet. Sass Larsen fik aldrig en undskyldning på baggrund af episoden, og den 18. september trådte han tilbage som folketingsmedlem til fordel for stillingen som administrerende direktør i brancheforeningen for virksomhedsinvestorer i Danmark. Senere har Bruun udtalt, at programmet handler om den daglige gang på en journalistisk redaktion, og at det derfor er naturligt at lave satire over journalisternes sladder.

### Aprilsnar med Pia Adelsteen
Den 1. april 2019 lavede Kirsten Birgit en aprilsnar på daværende folketingsmedlem Pia Adelsteen (DF). I et telefonopkald udgav Kirsten Birgit sig for at være fra politiet og fortalte, at en lastbil var kørt gennem Adelsteen og Kim Christiansens beværtning, A'porta. Kirsten Birgit fortalte videre, at det havde resulteret i et dødsfald. Adelsteen meldte Radio24syv til politiet på baggrund af aprilsnaren. Aprilsnaren kom på baggrund af et kritiseret forslag om en omfartsvej ved Mariager som Christiansen var fortaler for. Frederik Cilius undskyldte for aprilsnaren og sendte blomster til Adelsteen og ifølge Cilius tog Adelsteen imod undskyldningen, men efter politianmeldelsen træk Cilius sin undskyldning tilbage. På baggrund af aprilsnarren med Pia Adelsteen og udtalelserne om Henrik Sass skrev Martin Krasnik fra Weekendavisen at " ... Vi har brug for Kirsten Birgit, men Kirsten Birgit er holdt op med at være Kirsten Birgit. Hun er blevet for magtfuld, for populær, for forudsigelig. Hun er blevet en totalt dominerende revyfigur, der er blevet træt af sig selv. ..." og mente altså at det var på tide at lægge Kirsten Birgit på hylden.

### Øvrige kontroverser
Efter at Kirsten Birgit flere gange havde ringet til bloggeren Amalie Have og påpeget, at hun ikke levede op til sine egne standarder, følte Have sig chikaneret i en sådan grad, at hun søgte juridisk bistand for at få telefonopkaldene fra Kirsten Birgit stoppet. Dette medførte, at Amnesty International Danmark, som samarbejdede med Have, truede med at sagsøge Den Korte Radioavis. Senere droppede Amnesty deres søgsmål og undskyldte.
I april 2019 begyndte flere kendte at dele deres psykiske lidelser på Twitter under hashtagget #brydtabuet. Dette fik Kirsten Birgit til at tweete: "Hej! Jeg hedder Kirsten Birgit og jeg har en ukendt kollega der er seksuelt frustreret. Han er ligeledes historieløs og har også indlæringsvanskeligheder - muligvis ADHD. #brydtabuet #duerikkealene #sejdame." Dette fik flere Twitterbrugere til tasterne, som mente, at det ikke var i orden at gøre grin med folks psykiske lidelser. Brügger tog Cilius i forsvar og udtalte, at "satire skal svirpe, og man hverken kan eller skal glæde alle med sin satire".
Den 2. september 2019 opsatte programmet en stor ballon på Kongens Nytorv , som forestillede statsminister Mette Frederiksens stabschef, Martin Rossen.
Den satiriske pointe var, at Rossen fungerede som Frederiksens højre hånd og besad tunge udvalgsposter, selvom han ikke var folkevalgt eller underlagt ministeransvarlighedsloven. Ballonen skildrede Rossen som en baby, der bar Frederiksen i sin ene hånd og havde en pibe til at ryge stoffer med i den anden. Flere medlemmer af Socialdemokratiet kritiserede ballonopsætningen, heriblandt Rasmus Stoklund, der skrev, at programmet gik efter en embedsmand, der ikke havde mulighed for at forsvare sig. DR Detektor konkluderede imidlertid, at der ikke rent juridisk var noget til hinder for, at Rossen kom med et modsvar på ballonen. Som svar til Detektor skrev Stoklund, at hans oprindelige Twitteropslag ikke omhandlede jura, og at han derfor ikke så noget formål med at indgå i en juridisk diskussion.
Den 17. marts 2020 berettede Kirsten Birgit i Den Korte CoronAvis om arbejdet med at tømme dødsboet efterladt af Karen Thisted, der var død to dage forinden. Det fiktive indslag blev kritiseret af flere mediepersoner, heriblandt debattør Ditte Giese, journalist Mette Fugl og designer Jim Lyngvild, der fandt det usmageligt at lave satire over Thisted så kort tid efter hendes død. Bruun var overrasket over kritikken og forklarede indslaget med, at Thisted og Kirsten Birgit var veninder i programmets univers, og at det derfor var naturligt at behandle Thisteds død.

## Modtagelse

### Anmeldelser
I april 2015 fik programmet en positiv anmeldelse i Dagbladet Information, hvis anmelder kaldte programmet for "det skarpeste og skæggeste bud [...] på en kvalificeret dækning af nyhedsdækningens tåbeligheder." I foråret 2018 blev programmet optaget i Informations humorkanon sammen med programmer som Casper & Mandrilaftalen og De uaktuelle nyheder.

### Priser
2015
- Prix Radio[86][87]
  - 'Årets Radioprogram'
  - 'Årets Satire'
  - 'Årets Nyskabelse'

2016
- Prix Radio[88]
  - 'Årets Radioprogram'
  - 'Årets Satire'
- Victor-prisen[89][90][91]

2017
- Den Gyldne Grundtvig[92]
- Prix Radio
  - 'Årets Radioprogram'
  - 'Årets Satire'[93]
- Zulu Comedy Galla
  - 'Årets Komiker'[b]

2018
- Prix Radio
  - 'Årets Satire'[95]

2019
- Prix Radio
  - 'Årets Satire'[96]

## Relaterede produktioner

### Radioprogrammer og podcasts

#### Den Korte Weekendavis
I december 2017 blev det bekendtgjort, at programmet ville skifte navn til Den Korte Weekendavis og blive reduceret til én ugentlig udsendelse, som imidlertid varede 110 minutter. Dette stod på i 2018, men i 2019 opstod Den Korte Radioavis igen.

#### Den2radioavis
Efter at have sendt Den Korte Radioavis og Den Korte Weekendavis på Radio24syv i tre år, annoncerede Kirsten Birgit på Twitter, at hun og programmet ville gå over til stationen den2radio og sende under navnet Den2radioavis. Dette betød, at programmet igen sendte fem ugentlige udsendelser af 55 minutters varighed. Samarbejdet med den2radio varede dog kun fra den 10. til den 18. september 2018, hvorefter Den Korte Radioavis igen blev sendt i fem ugentlige udsendelser på Radio24syv. Rykket fra Radio24syv og tilbage har nok været et mediestunt for at annoncere, at de igen sendte fem gange ugentligt.[kilde mangler]

#### Den Korte CoronAvis
Efter at Radio24syv lukkede i 2019, genopstod Den Korte Radioavis under coronakrisen i form af podcasten Den Korte CoronAvis. I Den Korte CoronAvis blev der rapporteret coronarelaterede nyheder bag en betalingsmur, som de faktiske lyttere dog fik indsigt i, da Kirsten Birgit og Bruun drøfter nyhederne efter de udsendte radioaviser. Podcasten blev produceret af Cilius og Bruun alene. Første program blev sendt den 17. marts 2020 og sidste program den 12. februar 2021.

#### Den Korte Podcast
Den 28. juni 2021 blev det annonceret at der ville udkomme en ugentlig podcast kaldet den korte podcast. Der udkom en teaser samme dag hvori Kirsten Birgit var blevet redigeret ind i en episode af Mads & A-holdet og gav sit besyv med til de opstillede dilemmaer. Den følgende dag 29. juni 2021 udkom første episode af Den Korte Podcast. Programmet fortsatte indtil d. 3. juni, hvor Kirsten Birgit fik et arbejde på R8dio. 

#### Den Korte R8dioavis
Den 8. januar 2021 blev det offentliggjort, at karakteren Rasmus Bruun var blevet ansat som nyhedschef på radiostationen R8dio, der har base i den fiktive jyske by Skuldborg. Kirsten Birgit indgik siden i et par afsnit af podcasten Undskyld vi roder, der følger tilblivelsen af den nyopstartede radiostation. Den 3. juni 2022 blev Kirsten Birgit en del af redaktionen på stationens nyhedsprogram, Den Korte R8dioavis. Dermed var R8dio og Den Korte Radioavis' universer blevet fusioneret.
Den 21. januar 2024 annoncerede Frederik Cilius og Rasmus Bruun at Den Korte R8dioavis holder pause på ubestemt tid.

### Teaterforestillinger

#### Det Skide Show
I foråret 2018 turnerede Cilius og Bruun med liveshowet Det Skide Show, der udsprang af radioprogrammet.
Forestillingen havde premiere den 1. marts på Bremen Teater i København og spillede senere på måneden i Odense og Aarhus.
Der er planlagt særforestillinger i Skuespilhuset 14.-16. juni.
Forestillingen fik en blandet modtagelse; anmeldelserne rangerede fra bund- til topkarakter. Forestillingen blev beskrevet som "en selvfed teaterfuser" af Ekstra Bladets anmelder, der tildelte den to ud af seks stjerner, mens BTs anmelder Morten Buckhøj tildelte den fem ud af seks stjerner og betegnede den som "ordekvilibristisk satirekomik på aller-allerhøjeste plan." Dagbladet Informations anmelder beskrev showet som gennemført og velkomponeret, men bemærkede, at det "skal passe på med ikke at blive alt for skridsikkert sjovt for de faste fans." Weekendavisens kulturredaktør, Synne Rifbjerg, kaldte showet "genialt" og roste det for dets "begavede, sprogligt musikalske cocktail af litteratur, politik, teater og satanisk satire."

#### Sommeren på Birgitø
Cilius og Bruun annoncerede i 2019, at forestillingen Sommeren på Birgitø ville få premiere på Bremen Teater i foråret 2020. Showet foregår i en ikke så fjern fremtid, hvori Kirsten Birgit har fået nok af det danske samfund og har taget permanent resident på Birgitø (En fiktiv ø hun har arvet fra sin far som der i sin tid har vundet den i et spil mousel). I forestillingen for Kirsten Birgit så besøg af den gamle ven Rasmus Bruun.
Cilius og Bruun har sagt at de til denne optræden havde givet dem selv det benspænd at forstillingen ikke måtte indeholde nogen metalag. 
Efter få ugers spilletid blev showet dog sat på stand-by grundet coronapandemien, og endelig udskudt til juni 2021.

#### Den Korte Live On Stage
I 2022 lavede makkerparret bag Den Korte Radioavis endnu et liveshow denne gang med navnet Den Korte Live On Stage. Showet var en blanding af dagsaktuel, politisk satire samt en teaterforestilling lignende Sommer På Birgitø og Det Skide Show. Dele af hvert show var unikt skrevet til lokationen, hvor showet blev fremført samt de aktuelle nyheder op til showdatoen. Showet i Aalborg blev godt modtaget og fik 5 ud af 6 stjerner af det nordjyske magasin Appetize, hvor Anette Vedfald som beskrev showet som "gennemført" og kaldte Frederiks Cilius' hukommelse og fokus "imponerende" med henblik på hans monologer skrevet til dagens nyheder. 

### Bogudgivelser

#### Hertil–og ikke længere
Den 6. november 2019 blev bogen Hertil – og ikke længere: Om ytringsfrihedens og satirens grænser udgivet. I Den Korte Radioavis' univers er bogen skrevet af Kirsten Birgit i en febersved – dog er bogen i virkeligheden skrevet af en af tekstforfatterne på Den Korte Radioavis. Bogen fik to hjerter i Politiken, som skrev, at Kirsten Birgit er markant bedre til at udøve satire end til at analysere den og én stjerne i Berlingske, hvori bogen blev beskrevet som stort set uforståelig for andre end fans. Ifølge Cillius og Bruun fik forfatteren dog også besked på at skrive en dårlig bog. Bogen udkom på baggrund af, at holdet bag Den Korte Radioavis var blevet kritiseret for at have krydset grænsen mellem satire og mobning på baggrund af Henrik Sass Larsen-kontroversen. Hertil – og ikke længere kan dermed ses som en reaktion på disse kommentarer og i bogen bliver grænserne for satire heller ikke behandlet, i stedet behandler de emner som hvornår og på hvem der ville være okay at benytte en pruttepude.

#### Det har jeg altid sagt
Den 5. marts 2020 blev biografien Det har jeg altid sagt udgivet. I bogen, der skal forestille at foregå i år 2023, forsøger Bruun at afdække Kirsten Birgits liv gennem samtaler med hende på fiktive Birgitø. Ligesom det var tilfældet med bogen Hertil - og ikke længere, er bogen skrevet af en af tekstforfatterne på Den Korte Radioavis. Bogen indeholder flere kendte anekdoter fra radioprogrammet, og derudover fortæller Kirsten Birgit flere nye anekdoter fra sit liv. Undervejs får læseren også indsigt i Bruuns tanker. Bogen fik to stjerner af Berlingske, der kaldte biografien langtrukken og usjov. Litteratursiden skrev imidlertid, at bogen, ligesom Kirsten Birgit, er voldsomt underholdende, tåkrummende og bizar.

### Nytårs- og juletaler
I nytåret 2015 udkom Kirsten Birgit for første gang med en nytårstale, der blev sendt på DR3. Talen blev optaget på et gammelt Østtysk kamera. Inden Kirsten Birgit kan optage talen, bliver hun afbrudt af Jacob Holdt, der er utilfreds med hendes dækningen af de tilhørende tekster til sine Amerikanske billeder, hun får dog hurtigt smidt Holm ud. Derefter optager Kirsten Birgit et bånd, der skal sendes i tilfælde af hendes død eller forsvinden. I talen påpeger Kirsten Birgit alle problemerne i dagens Danmark. 
Kirsten Birgit udkom igen med en nytårstale på DR3 i 2016. Denne tale er optaget fra Vinstue 90 i København. I talen fremhæver Kirsten Birgit igen alt der er glat i Danmark igennem alle elendighederne, der skete i 2016. 
Efter 2016 udkom Kirsten Birgit ikke med en nytårs tale igen før 2019 denne gang på DR1. Denne gang blev talen optaget på en båd i Kattegat. Ligesom i 2015 og 2016 fremhævede talen alle problemerne i Danmark. I 2019 blev Kirsten Birgit også bedt om at lave nytårstalen til TV 2 Charlie kavalkaden ‘Året der gak’, hvor hun fortæller hvad man kan se frem til i 2020.
I 2021 blev Kirsten Birgits nytårstale erstattet af en juletale, som blev optaget på Frederiksbergs Rådhus denne tale udkom på Cilius’ og Bruuns Youtube kanal. Her var Kirsten Birgit igen kritisk overfor det danske samfund og fremhævede Socialdemokraternes kulturpolitik, Me Too-skandalen på TV 2 og identitetspolitik. Efter talen sagde Kirsten Birgit farvel til Frederiksberg, da hun flytter til Gentofte i forbindelse med kommunalvalget i 2021, hvor Det Konservative Folkeparti mistede magten på Frederiksberg.

### Tv-produktioner

#### Fuld af Danmark
I sommeren 2020 tog Kirsten Birgit og Rasmus Bruun på tur i det danske sommerland for at besøge danske vingårde, mikrobryggerier og alkoholproducenter og smage på deres varer. Rasmus’ mission er at komme ind under huden på danskerne, mens Kirstens mission er at nyde den danske sommer på TV2s regning. Dette blev til serien Fuld af Danmark, der udkom på TV 2 Play. Serien bestod af 12 episoder. Første episode blev tilgængelig 24. oktober 2020 og sidste episode blev tilgængelig 28. november samme år. Fuld af Danmark blev ikke godt modtaget af Politiken, der gav serien 2 stjerner med overskriften: Så hold dog kæft, Kirsten Birgit. Fuld af Danmark blev kun en smule bedre modtaget af Berlingske og Soundvenue, der begge gav serien 3 stjerner. CIlius og Bruun har udtrykt at de selv var glade for serien og at de godt havde forventet de dårlige anmeldelserne, men at de var ærgerlige over at folk kun vil have det de kender, altså mere politisk satire.

### Videoer og podcasts
- Lærke Kløvedal (vært) (7. september 2022). Frederik Cilius. Det sidste måltid (radioprogram). R4dio.
- Dennis Meyhoff Brink (18. november 2019). Interview med Den Korte Radioavis. YouTube (video).